# MS Janek Krasicki (statek pasażerski)
MS Janek Krasicki – statek pasażerski należący do przedsiębiorstwa Żegluga Bydgoska eksploatowany przez różnych armatorów w latach 1883–1964.

## Historia
Statek został zbudowany w 1883 roku w stoczni Schichau-Werke w Elblągu na zamówienie firmy żeglugowej Jan i Wincenty Ciechanowscy z Włocławka. Został nazwany „Kujawiak” i mógł przewozić łącznie 185 pasażerów. Wyposażony był w dwucylindrowy silnik parowy o mocy 100 KM. Statek pływał po Wiśle na trasie Płock – Włocławek. W 1914 roku zarekwirowali go Rosjanie i zaczęli używać jako transportowca. Został przez nich zatopiony w styczniu 1915 roku koło Twierdzy Dęblin. Wydobyty przez Austriaków, ponownie zatonął. Wydobyto go i odholowano do Puław w marcu 1916 roku. Tuż przed wybuchem I wojny światowej, został wcielony do KuK Weichselflotille Krakau, czyli austro-węgierskiej wojennej flotylli wiślanej. W 1917 roku zmieniono nazwę statku na „San”. Po odzyskaniu przez Polskę niepodległości statek przeszedł na własność Ministerstwa Robót Publicznych. W 1919 znowu zmieniono jego nazwę na „Książę Józef”. Armatorem zostało Towarzystwo Żegluga Polska S.A. w Krakowie. Statek nadal pływał po Wiśle, przewożąc pasażerów na trasie Kraków – Sandomierz. Podczas II wojny światowej był zarekwirowany przez okupacyjne władze niemieckie, które powróciły do używania nazwy „San”. Pod koniec 1944 roku statek znowu zatopiono. Po remoncie w 1945 roku i powrocie do nazwy „Książę Józef” ponownie używał go armator krakowski. Statek został wyposażony w silnik wysokoprężny MWM o mocy 120 KM. Od 1948 roku statek był we flocie Państwowej Żeglugi w Warszawie. W 1951 roku trafił do Przedsiębiorstwa Państwowego Żegluga na Wiśle, Ekspozytura Rejonowa w Warszawie gdzie zmieniono nazwę na "Janek Krasicki" na cześć zamordowanego przez Niemców w 1943 roku polskiego działacza komunistycznego Jana Krasickiego. W maju 1954 roku przekazano go do ekspozytury w Poznaniu. MS „Janek Krasicki” pływał po Warcie na trasie Poznań – Puszczykowo. W 1956 przeszedł na własność Przedsiębiorstwa Państwowego Bydgoska Żegluga na Wiśle. Od 1961 roku pływał w Gorzowie Wielkopolskim. Został zezłomowany w Czarnkowie w 1964 roku.